# Northampton (Australia)
Northampton – miasto w Australii, w stanie Australia Zachodnia.